# 巡査部長

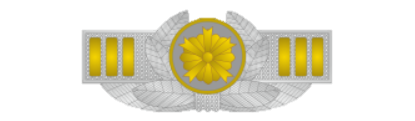
巡査部長の階級章

巡査部長（じゅんさぶちょう、英称：Sergeant）は、警察法第62条に規定される日本の警察官の階級の一。警部補の下、巡査の上に位置する。

## 階級の位置と役割
巡査部長の階級は警察法第62条に規定され、警視総監、警視監、警視長、警視正、警視、警部、警部補に次ぐ第8位の階級であり、警部、警部補などの上司の補佐、新任者等の指導など、実働の中核として実践的な職務に従事する。「刑事訴訟法第百八十九条第一項および第百九十九条第二項の規定に基づく司法警察員等の指定に関する規則（昭和29年7月1日国家公安委員会規則第5号）」またはこれに準じて制定されている都道府県公安委員会規則により巡査部長以上の階級が司法警察員とされる。
「巡査部長」は階級名であり、「巡査部という部署の部長職」という役職名ではない。警察に「巡査部」という部署は無い。警察には各都道府県警察本部に刑事部長、交通部長などの部長職があるが、これらには警視監や警視正といった上位の階級の者が任じられる。
二人称としては巡査部長を呼ぶときには、階級名を省略して「部長」と呼ぶことがある。
全警察官の約30 %の9万人が巡査部長である。

## 任官・昇任
都道府県採用警察官は、巡査を命じられ、そこから2 - 4年（最終学歴によって異なる）務めると昇任試験受験資格を得る。制帽は巡査と変わりはないが、制服（冬服および合服上衣）の両袖には銀色の斜め一本線の袖章が入る。国家公務員一般職試験で警察庁に入庁した準キャリアは巡査部長を初任とする。
警察組織の初級幹部であり、司法警察員に任じられる。巡査部長昇任試験は倍率20倍を超える難関であり、憲法や刑法などの法学、警察実務、社会常識にまつわる択一式の筆記試験のほか、論文、面接、逮捕術などの実技試験で構成され、出題される内容はどの部署に所属しているかによって変わるものではないため、警察官としての幅広い知識が問われる。なお、語学・簿記・コンピュータなどの専門技能保持により採用される「専門捜査官」も、本級にて採用する都道府県がある。

## 役職
警察庁及び警視庁・一部道府県警察本部の係員、一部道府県警察本部・警察署の主任、機動隊・高速道路交通警察隊・機動捜査隊の分隊長、中隊伝令長、交番・駐在所の主任。

## 諸外国
一般的に憲兵隊を持つ国では軍隊（憲兵）の階級体系に対応付けしていることが多い。
巡査部長までの階級体系が多い（5 - 9階級）国（フランスやドイツなど）では、巡査部長は最上級の下士官 - 准尉に格付けされている。
米英では士官（警部補）の下で現場のリーダーとなる存在を象徴的に sergeant（下士官）と呼び、軍曹の階級章と同様のものを用いている。
フランス
軍隊および国家憲兵と横並びの階級体系を持ち、3階級存在する。（）内は陸軍および憲兵隊の対応階級。下から巡査部長 Brigadier de police（adjutant 准尉 OR8）、主任巡査部長 brigadier chef de police（adjutant chef 上級准尉 OR9）、上級巡査部長 major de police（major 准尉長 OR9）

イギリス
軍曹を意味する Seageant が階級名に充てられ、軍曹と同じような3本の山形章を付けているが、軍隊における軍曹よりも格付けは上であり、勤務年数に応じて憲兵隊の曹長、連隊付曹長（准尉）に格付けされている。巡査の Constable が下士官待遇。
ドイツ
陸軍の階級体系に横並びになっている。Polizeihauptmeister（OR-9 Police chief Master 准尉）、Polizeiobermeister（OR-8 Police Senior Master 上級曹長）で、下士官の最上位ランクに位置づけられている。警部補の職を代行することもできる地位となっている。